# Pierre Carey le Pelley
Pierre Carey le Pelley war von 1849 bis 1852 der 17. Seigneur von Sark.

## Leben
1844 versuchte er hoffnungslos nach Geldmitteln für den Betrieb der Silbermine seines Vaters Ernest le Pelley auf der Insel zu suchen. Sein Vater jedoch musste aus Geldnot das Lehnswesen von Sark für 4000 £ an John Allaire, einen ansässigen Freibeuter verpfänden. 1845 stürzte die Decke des tiefsten Stollens ein. Die Firma war dagegen nicht versichert und wurde 1847 geschlossen. Pierre war nicht in der Lage dazu die Pfandzahlungen aufrechtzuerhalten und wurde gezwungen den Seigneur von Sark-Titel an Marie Collings, John Allaires Tochter und Erbin, für 6000 £ zu verkaufen.